# 閉鎖機関
閉鎖機関（へいさきかん）とは、外地ならびに外国銀行および特別戦時機関の閉鎖に関する連合国最高司令官の要求に基き、閉鎖された機関。国内法的には、「ポツダム命令」として、1945年（昭和20年）10月26日付けで公布施行された「外地銀行、外国銀行及特別戦時機関ノ閉鎖ニ関スル件」（昭和20年大蔵省、外務省、内務省、司法省令第1号）及びこれの後継である1947年（昭和22年）3月10日付けで公布施行された閉鎖機関令（昭和22年勅令第74号）により閉鎖がされた。

## 概要
閉鎖機関の指定は、当初はSCAPIN（連合国最高司令官指令）の告示「外地ならびに外国銀行および特別戦時機関の閉鎖に関する覚書」や省令「外地銀行、外国銀行及特別戦時機関ノ閉鎖ニ関スル件」等により行われた。1947年からは閉鎖機関整理委員会令（昭和22年勅令同第75号）に基づき設置された閉鎖機関整理委員会（CILC: Closed Institutions Liquidation Commission）が行った

。
南満洲鉄道、満洲重工業開発、朝鮮銀行、台湾銀行、東洋拓殖、南洋拓殖など植民地経営に関わった団体や、横浜正金銀行、住宅営団、重要産業団体令や各業界法によって設けられた各産業の統制会社、統制団体、独逸東亜銀行（独:Deutsche Bank für Ostasien）、日仏銀行（仏:Banque Franco-Japonaise）などの枢軸国系外国金融機関の在日支店など、第二次世界大戦下の戦時経済政策に関わった団体が指定された
。なお、各機関の閉鎖時の代表者名については確認できる資料が僅かであるとされている。
1947年の閉鎖機関令第1条は、「この勅令において閉鎖機関とは、連合国最高司令官の要求に基き、その本邦内における業務を停止し、その資産及び負債の整理をなすべきものとして大蔵大臣及び主務大臣の指定する法人その他の団体をいう」と定義している。
閉鎖機関の清算は、民法、商法、破産法によらず、閉鎖機関令を中心とする法令に基づいて行われたため「特殊整理」（のちに「特殊清算」）と呼ばれた。当初の閉鎖機関令には各種銀行券の交換レートを加える改正などが行われ、日本国通貨の1円は、満洲中央銀行券の1円、軍用手票の10円、華中華南の中央儲備銀行券では2400円に当たるとするなど、通貨の為替レートも発行した銀行や時期、地域による差がつけられた。また、独逸東亜銀行の日本国内各支店の債務は日本銀行が肩代わりすることを定めた省令なども公布された。
特殊清算は、当初はCILCや特殊整理人（のち「特殊清算人」）によって行われ、朝鮮銀行を含め在外活動閉鎖機関の特殊清算人には石橋良吉が選任された。
CILCは1952年（昭和27年）3月に解散し、現在は財務大臣が選任した特殊清算人が行っている。
閉鎖機関の指定を受けた団体は1,091団体（内解除4団体）で、1956年（昭和31年）3月1日時点で1,055団体が清算を結了している。また、特殊会社、営団であっても外地、特別戦時機関に該当しないとして閉鎖を免れた帝都高速度交通営団、東北開発などの機関も存在する。また、朝鮮銀行の日本国内における残余財産をもって日本不動産銀行が設立された。

## 主な閉鎖機関
- 戦時金融金庫
- 資金統合銀行
- 全国金融統制会
- 外資金庫
- 南方開発金庫
- 国民更生金庫
- 横浜正金銀行
- 朝鮮銀行
- 朝鮮殖産銀行
- 朝鮮信託
- 東洋拓殖
- 台湾銀行
- 台湾拓殖
- 台湾商工銀行
- 満洲中央銀行
- 満洲興業銀行
- 南満洲鉄道
- 満洲重工業開発(旧日本産業)
- 満洲投資証券(満洲重工業開発に代わる日産コンツェルンの持株会社)
- 満洲拓殖公社
- 満洲映画協会
- 満洲飛行機製造
- 満洲自動車製造
- 満洲電信電話
- 満洲電業
- 満洲マグネシウム
- 日満商事
- 中国聯合準備銀行
- 蒙疆銀行
- 中央儲備銀行
- 北支那開発
- 中支那振興
- 華北交通
- 南洋興発
- 南洋拓殖
- 樺太開発
- 産業設備営団
- 住宅営団
- 交易営団
- 農地開発営団
- 中央食糧営団
- 大日本航空
- 東亜海運(各海運各社の現物出資で設立された国策会社[13])

## 閉鎖機関整理委員会資料
CILCが業務に当たって収集した資料は長く大蔵省によって保管されていたが、2000年に東京大学と東京都立大学 (1949-2011)の共同作業によって整理され、現在は国立公文書館つくば分館にて所蔵されている。それらの一部は国立公文書館デジタルアーカイブで閲覧が可能である。

## 関連リンク
- 満洲国の経済
- 満洲産業開発五カ年計画
- 国際組織犯罪防止条約
- 国連腐敗防止条約